# Присущий гласный
Присущий гласный — часть алфавитно-сложного письма (абугида): гласный звук, который используется с основным согласным символом. Присущий гласный не требует на письме добавления к алфавитной графеме огласовок, то есть алфавитная графема всегда произносится как слог: согласный + присущий гласный.
В системах письма с присущими гласными часто используется специальная маркировка (диакритический знак), чтобы подавить присущую гласную для того, чтобы представлялась только согласная (например, вирама, встречающаяся во многих письменностях Южной Азии). Другие системы полагаются на знание языка читателем, чтобы отличить согласную с присущей гласной от чистой согласной (хинди, древнеперсидская клинопись) или отличить конкретную форму, отмеченную гласной, от чистой согласной (геэз и родственные письма).
В деванагари, пали, бирманском письме и тибетском письме присущим гласным является [а], в тайском — [ø], в кхмерском каждая графема имеет по две пары присущих гласных — [а] и [о].
В семитских консонантных письменностях, в отличие от индийских, присущий гласный может быть любым.
Отмена присущего гласного в сингальской, тамильской письменностях и отчасти деванагари решается при помощи специального знака, «вирама», отменяющего присущий гласный. В тибетском письме для этого введено строгое слогоразделение.